# ボブ・パーペンブルック
ボブ・パーペンブルック（Bob Papenbrook、1955年9月18日 - 2006年3月17日）は、アメリカ合衆国の男性声優、俳優。別名にロバート・D・パーペンブルック (Robert D. Papenbrook) 、ロバート・パーペンブルック (Robert Papenbrook) 、ジョン・スモールベリーズ (John Smallberries) などがある。

## 概要
カリフォルニア州サンディエゴクレアモント出身。フィールド小学校、アインシュタイン中学校、マディソン高校を卒業し、ユナイティド・ステーツ国際大学で舞台芸術を学ぶ。『レイダース/失われたアーク《聖櫃》』のスタッフから「声優を探している」という話を聞きいたことがきっかけで同作に族長の声で出演したことが、声優としての転機としている。2006年3月17日に慢性肺病が原因の合併症のため、カリフォルニア州ロサンゼルスにて死去。
妻は声優のデヴィ・ロススタイン。息子も声優でブライス・パーペンブルック。特技はキックボクシングなどの武道で、武術コーチの仕事も行っていた。声優仲間からの愛称はパピー（Pappy）。

## 後任
パーペンブルックの死後、持ち役を引き継いだ人物は以下の通り。
- ポール・セント・ピーター - 『ビューティフル ジョー』：キャプテン ブルー役
- カイル・エベール - 『交響詩篇エウレカセブン』：ケンゴー役

## 出演作品

### テレビアニメ
1989年
- ドラゴンボール（ボラ）※ハーモニーゴールド版

1997年
- 愛と勇気のピッグガール とんでぶーりん（嵐山誠）
- ザ・シンプソンズ（清掃作業員）
- ストリートファイターII V（ヌチット）※マンガ・エンターテイメント版

1998年
- ふしぎ遊戯（倶東国皇帝）

1999年
- 新・天地無用!（柾木勝仁、柾木信幸）
- 北斗の拳
- 魔法騎士レイアース（ラファーガ）

2000年
- 課長王子（沢空部長）
- 時空探偵ゲンシクン（オトタン）
- ダイノゾーズ（ギガノドラゴン）
- デジモンアドベンチャー02（デーモン）
- デュアル!ぱられルンルン物語
- トライガン
- るろうに剣心 -明治剣客浪漫譚-（神谷越路郎、火男、銀次）

2001年
- デジモンテイマーズ（ミヒラモン、加藤肇）
- トランスフォーマー・ロボッツ・イン・ディスガイズ（メガオクテイン／ルイネーション、運転手、レースアナウンス）
- るろうに剣心 -明治剣客浪漫譚-（男、ヤクザ）

2002年
- デジモンフロンティア（ワーガルルモン黒）
- ヴァンドレッド
- マシュランボー（クータル）
- マッハGoGoGo（第2作）
- るろうに剣心 -明治剣客浪漫譚-（警察官）

2003年
- アレクサンダー戦記（フィリポスII世〈2代目〉）
- X（CLAMP学園理事長）
- サイボーグ009 THE CYBORG SOLDIER（ミノタウロス）
- GTO（内山田教頭）
- 時空冒険記ゼントリックス（ローク博士）
- 炎の蜃気楼（上杉謙信）
- Heat Guy-J（ジェイ）
- まほろまてぃっく〜もっと美しいもの〜
- ルパン三世（歯医者、警察署長）※パイオニア版

2004年
- 天地無用! GXP（柾木勝仁、NB）

2005年
- AVENGER（クロス）
- サムライチャンプルー（ナレーター、菊蔵）
- デュエルマスターズ
- 天上天下（教師）
- ビューティフル ジョー（キャプテン ブルー〈初代〉）

2006年
- 交響詩篇エウレカセブン（ケンゴー〈初代〉）

### 劇場アニメ
1998年
- 天地無用! 真夏のイヴ（柾木勝仁、柾木信幸）

1999年
- 機動戦士ガンダム（リュウ・ホセイ）
- 天地無用! in Love 2 - 遙かなる想い（柾木勝仁、柾木信幸）

2001年
- ああっ女神さまっ（田宮寅一）

2003年
- ルパン三世 ルパンVS複製人間（フリンチ）

2004年
- 機動戦士ガンダムF91（コズモ・エーゲス）
- ワンダフルデイズ（ゴリアテ）

### OVA
1995年
- マクロスプラス（レイモンド）
- 幽幻怪社（六昆）

1997年
- GATCHAMAN（父親）

1999年
- ザ・コクピット（山岡）

2003年
- 鉄の処女 JUN（ストリートギャング）

2004年
- キカイダー01 THE ANIMATION（シャドウナイト）

2005年
- 天地無用! 魎皇鬼（柾木勝仁、柾木信幸〈2代目〉）

2006年
- 天地無用! 魎皇鬼 第三期プラス1（柾木勝仁、柾木信幸）

### ゲーム
1997年
- 攻殻機動隊 GHOST IN THE SHELL（イシカワ）

2004年
- エースコンバット5 ジ・アンサング・ウォー（ピーター・N・ビーグル）
- シャドウハーツII（ラスプーチン）
- スターオーシャン Till the End of Time（ウォルター）
- 戦国無双（石川五右衛門）
- バイオハザード アウトブレイク FILE2（デビット・キング）
- FRONT MISSION4（ジード・エルガー）

2005年
- イリスのアトリエ エターナルマナ2（グレイ）
- 真・三國無双4（張飛）

2006年
- グランディアIII（コーネル）
- 真・三國無双4 猛将伝（張飛）
- 真・三國無双4 Empires（張飛）

### 特撮
1994年
- バーチャル戦士トゥルーパーズ（ヴァンボットの声、セルペントイドの声）

1995年
- パワーレンジャー（再生スニザードの声、再生ガラマンダーの声、再生リジネーターの声、リト・レボルトの声）※リト以外ノンクレジット
- バーチャル戦士トゥルーパーズ（ヴァンボットの声、セルペントイドの声）
- マスクド・ライダー（エデンタダの声）

1996年
- マイティ・モーフィン・エイリアンレンジャー（リト・レボルトの声）
- パワーレンジャー・ジオ（リト・レボルトの声、サイロの声、パンチャ・バンチの声、ブロックスの声）※リト以外ノンクレジット
- ビッグ・バッド・ビートルボーグ（ - 1997年、アンプヘッドの声、シャドーボーグの声、ハンマーハンドの声、ボーグスレイヤーの声）
- マスクド・ライダー（サイバーゲーターの声、ブルティコンの声）

1997年
- パワーレンジャー・ターボ（アンケビトールの声、トーチタイガーの声）※ノンクレジット
- ビートルボーグ・メタリックス（スコピックスの声、アクアラングスの声）

1998年
- パワーレンジャー・イン・スペース（スティングキングの声、ルナティックの声、スパイキーの声）※ノンクレジット

1999年
- パワーレンジャー・ロスト・ギャラクシー（デビオットの声、ラッドスターの声 ※ノンクレジット）

2000年
- パワーレンジャー・ライトスピード・レスキュー（ファイリアの声、サンダークローの声）

2001年
- パワーレンジャー・タイムフォース（ユニヴェルトの声、アーティリコンの声）

2002年
- パワーレンジャー・ワイルドフォース（ベルオルグの声、店員のマイク）

### テレビドラマ
2000年
- ボストン・パブリック（ジョナサン・ホワイト）

2001年
- インビジブル・マン（ミシュカ）
- プロビデンス（ジョージ）

2002年
- ゴッサム・シティ・エンジェル（ミーシャ・ペトロフ）

2003年
- ER緊急救命室（警察官）

2004年
- コールドケース 迷宮事件簿（ウェイド・リブル）
- ストロング・メディスン（ウォルト）

### 実写映画
1981年
- レイダース/失われたアーク《聖櫃》（族長の声）

2003年
- ヒューマン・キャッチャー（ステーションワゴンの男）

2004年
- スクービー・ドゥー2 モンスター パニック（黒騎士の声）
- ドーン・オブ・ザ・デッド（ADRグループ）

2006年
- 主人公は僕だった（動物の声3）

### オリジナルビデオ
2006年
- デッドライン2 爆炎の彼方（ADRループグループ）

### 吹き替え
1999年
- ツイン・ドラゴン

2001年
- お天気お姉さん（プロデューサー〈池島ゆたか〉）
- Zero WOMAN III 警視庁0課の女（くろぬま〈団時朗〉）
- 東京魔悲夜（トニー）

2002年
- 黒の天使 Vol.2（矢崎徹〈伊藤洋三郎〉）
- 東京魔悲夜2
- ピノッキオ（パンタロン）
- ミッション・クレオパトラ

2003年
- 陰陽師（橘右近）

2004年
- ALIVE（ウォーデン）

### その他
1999年
- グリード・ザ・シリーズ（本人出演）

2000年
- アマンダ・ショー

2008年
- アドベンチャーズ・イン・ボイス・アクティング（本人出演）※追悼テロップが流された[3]